# Sébastien Cauwel
Sébastien Cauwel, né le 25 août 1978 à Brissac-Quincé, est un haut fonctionnaire français. 
D'abord directeur des services pénitentiaires pendant six ans, il intègre le corps préfectoral en 2010 et occupe plusieurs postes comme sous-préfet avant d'être nommé directeur de l'École nationale d'administration pénitentiaire en 2022. Il est directeur de l'Administration pénitentiaire depuis le 8 avril 2024. 

## Biographie

### Formation
Sébastien Cauwel est né le 25 août 1978 à Brissac-Quincé, près d'Angers (Maine-et-Loire).  
Après avoir obtenu son baccalauréat scientifique au lycée David-d'Angers en 1996, il entre à l'université d'Angers où il obtient un diplôme d'études universitaires générales en droit en 1998. Il poursuit ses études à l'université Montesquieu Bordeaux-IV et décroche successivement une maîtrise en droit pénal mention carrières judiciaires en 2000 et un diplôme de sciences criminelles en 2002.
Parmi d'autres concours administratifs, il réussit celui de directeur des services pénitentiaires et entre à l'École nationale d'administration pénitentiaire en mars 2003. Après deux ans de formation, il sort major de la 34e promotion de directeurs.

### Carrière professionnelle
En 2004, il est affecté à la maison d'arrêt du Val-d'Oise, située à Osny, puis, en 2005, à la maison d'arrêt de Bordeaux-Gradignan. Nommé adjoint au chef d'établissement du centre pénitentiaire de Borgo, en Corse, en 2008, il est brièvement chef du département insertion et probation à la direction interrégionale des services pénitentiaires de Bordeaux d'août à décembre 2010.  

#### Corps préfectoral
Alors que le ministère de l'Intérieur recherche des profils atypiques pour rejoindre le corps préfectoral, il est détaché comme sous-préfet et nommé directeur de cabinet du préfet de la Vendée en 2010. Deux ans plus tard, il prend la direction de Quimper pour occuper le même poste à la préfecture du Finistère où il est confronté à une dizaine de tempêtes parfois meurtrières ainsi qu'au mouvement des Bonnets rouges.  
En 2014, Sébastien Cauwel devient secrétaire général de la préfecture de l'Aveyron et sous-préfet de Rodez. Il est alors notamment chargé de la gouvernance territoriale, de l'agriculture et de l'énergie éolienne. 
En 2016, il est placé en position hors cadre et devient directeur général des services du conseil départemental de la Vendée.    

#### Directeur de l'Énap
Son mandat comprend notamment la fin du chantier d'extension du campus, avec notamment la construction d'un quatrième village d'hébergement, et la création à l'horizon 2025 du pôle aquitain d'excellence en criminologie appliquée, en partenariat avec l'université de Bordeaux. Il choisit par ailleurs d'insister sur la transmission des valeurs républicaines au cours de la formation des personnels pénitentiaires et ambitionne d'accroître le rayonnement de l'école.      

#### Directeur de l'administration pénitentiaire
Le 3 avril 2024, Sébastien Cauwel est nommé directeur de l'Administration pénitentiaire, succédant ainsi à Laurent Ridel. Il prend ses fonctions le 8 avril 2024.      

## Décorations
- Chevalier de l'ordre national du Mérite (2021)[16]
- Médaille de la sécurité intérieure, or (2014)[17]